# Disa biflora
Disa biflora là một loài thực vật có hoa trong họ Lan. Loài này được (L.) Druce mô tả khoa học đầu tiên năm 1913.